# Ирула
Ирула (самоназвания: ирулига, солигару, иллигару) — народ, проживающий в Южной Индии (штаты: Керала, Карнатака, Тамилнад). Численность около 10 тысяч человек (по переписи 1961 года — около 50 тысяч человек).
До XIX века народ ирула жил в почти полной изоляции. По генетической принадлежности близки к тамилам, но отличаются от них более тёмным цветом кожи и курчавыми волосами. Разговаривают на языке ирула дравидийской языковой семьи, который крайне близок тамильскому языку (и даже некоторыми лингвистами определяется как диалект тамильского языка). Образ жизни — оседлый. Проживают в основном в маленьких посёлках (6-7 круглых глинобитных хижин, стоящих сомкнутым рядом). Традиционными занятиями являются охота, рыболовство и собирательство, частично распространено также ручное подсечно-огневое земледелие. Часть ирула также работают на плантациях. Исповедают индуизм и традиционные верования (анимизм, культ Матери-Богини, культы камней и лесных духов). Одеждой мужчин является набедренная повязка, а женщин — платье наподобие индийского сари.
Древняя ДНК хараппцев из Ракхигархи, живших 4500 л. н., совпала не с ДНК кого-либо из современных жителей, живущих там, а с ДНК представителей племени ирула.